# Emirates Team New Zealand
Emirates Team New Zealand è un team velico neozelandese partecipante alla Coppa America. Il suo proprietario è Grant Dalton e gareggia con le insegne del Royal New Zealand Yacht Squadron. Con 4 Louis Vuitton Cup e 5 America's Cup conquistate tra il 1995 e il 2024 è il team più titolato nella storia recente della competizione.

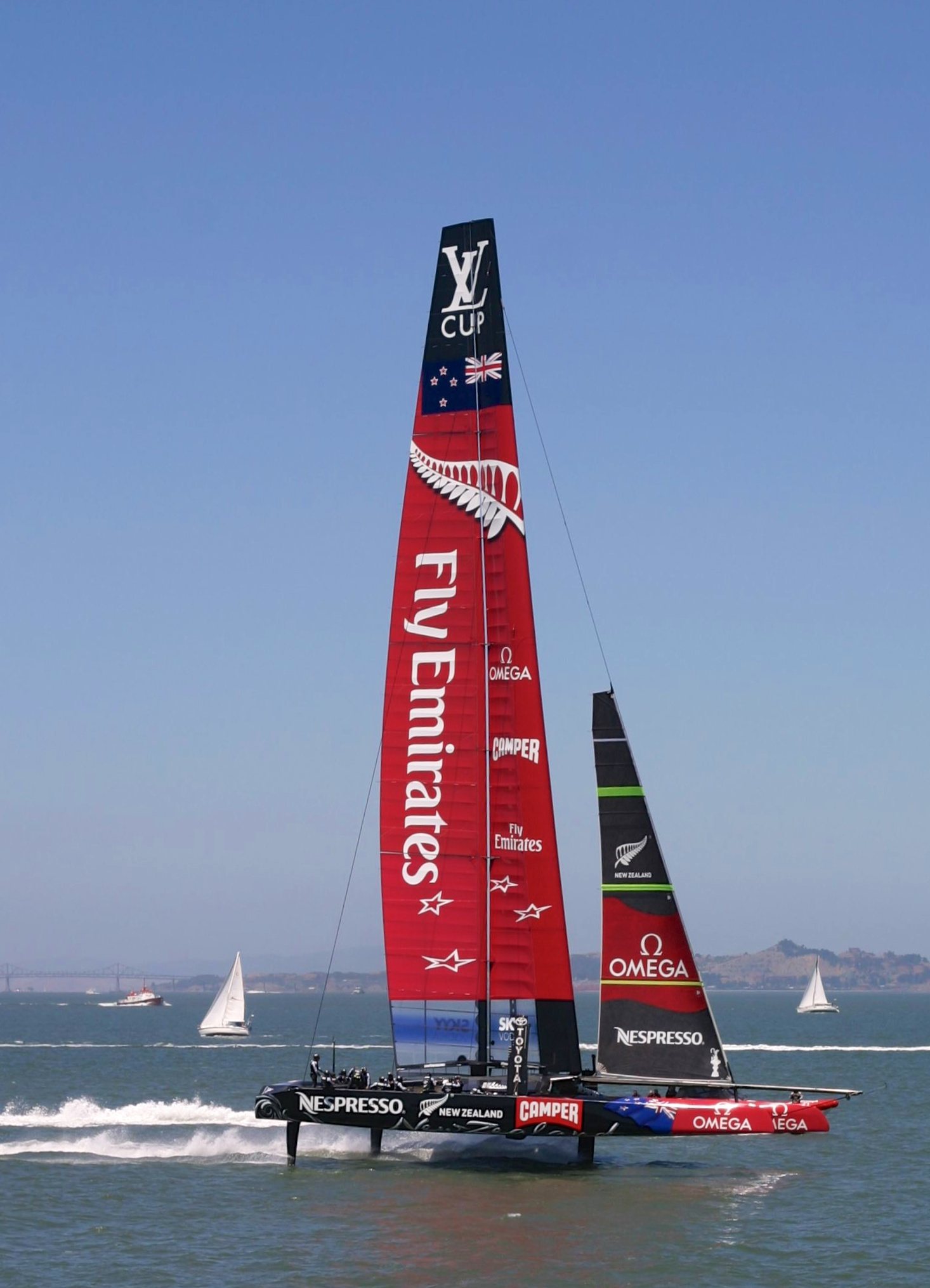
L'AC72 di Team New Zealand durante la Louis Vuitton Cup 2013.

## Storia
La prima partecipazione di una squadra neozelandese a una campagna per la Coppa America risale al 1988 con New Zealand Challenge.

### America's Cup 1995
Nel 1993 venne fondato Team New Zealand con l'obiettivo di competere per l'America's Cup 1995. Dopo aver vinto la Louis Vuitton Cup di quell'anno, i kiwi conquistarono la loro prima Coppa America battendo Young America, defender del trofeo, con un sonoro 5-0. Tra gli artefici dell'impresa neozelandese vi furono velisti del calibro di Russell Coutts e Peter Blake, protagonisti indiscussi anche delle successive edizioni della Coppa.

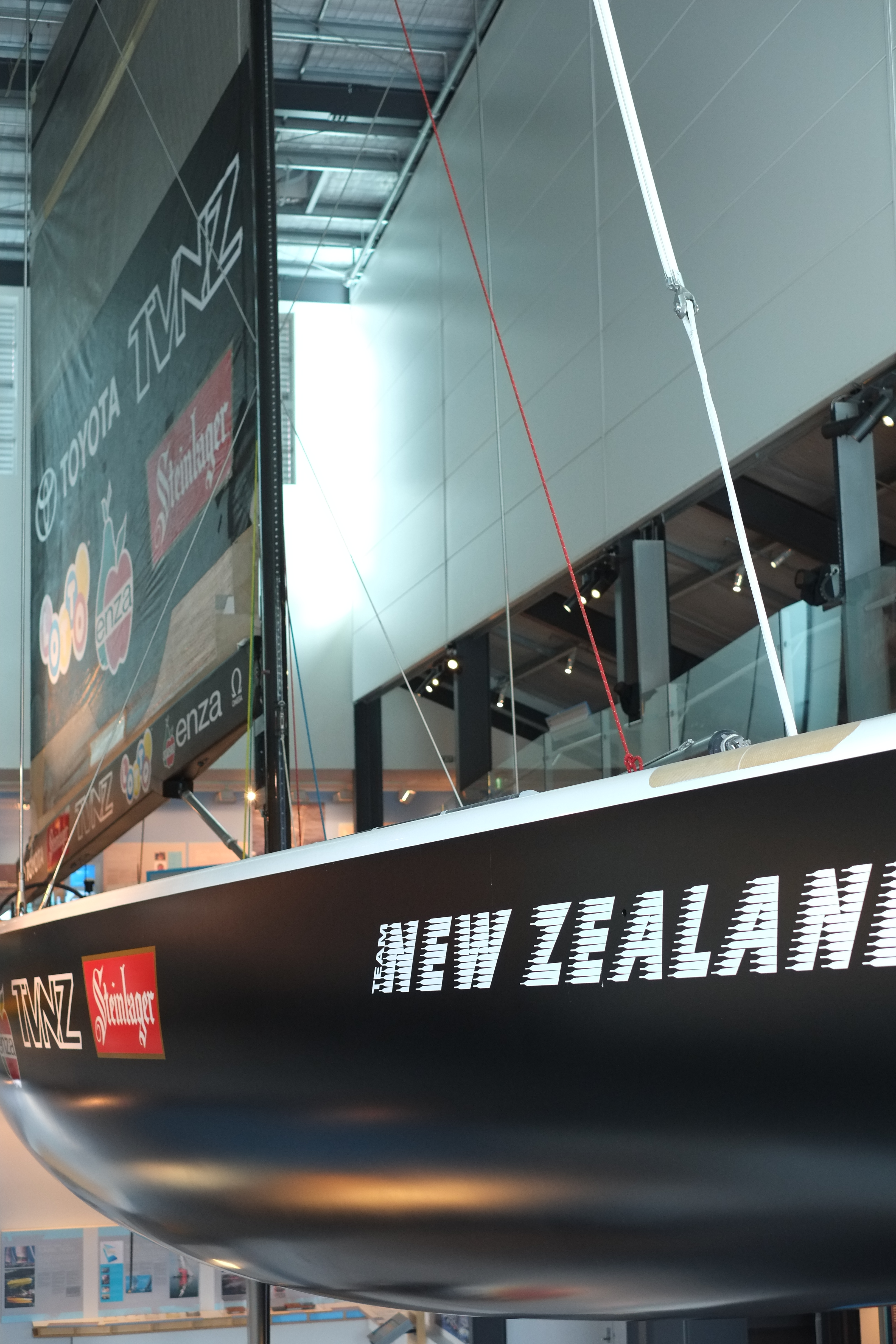
Scafo di Black Magic, l'imbarcazione di Team New Zealand vincitrice dell'America's Cup 1995.

### America's Cup 2000
L'edizione del 2000 si disputò in acque neozelandesi. Team New Zealand, defender, sfidò Luna Rossa, vincitrice della Louis Vuitton Cup 2000. Ancora una volta, i kiwi ebbero la meglio per 5-0 in una finale di America's Cup, riuscendo nell'impresa di difendere la vecchia brocca.

### America's Cup 2003
Nell'edizione del 2003 Russell Coutts e altri velisti neozelandesi, protagonisti con Team New Zealand nelle passate edizioni,  passarono al neonato sfidante svizzero Alinghi creando non pochi dissapori in patria. Gli elvetici si imposero dapprima nel trofeo degli sfidanti (Louis Vuitton Cup) e poi sugli stessi kiwi nella finale di Coppa, per 5-0.
Fu un'edizione parecchio turbolenta con i sostenitori neozelandesi che accusarono di tradimento coloro che erano passati alle dipendenze del team svizzero; si disse che Coutts ricevette gravi minacce dai suoi stessi connazionali.

### America's Cup 2007
Nell'edizione 2007, Team New Zealand aggiunse in testa il nome del suo sponsor principale, Emirates, assumendo l'attuale denominazione.
Vinse la Louis Vuitton Cup battendo in finale Luna Rossa con un perentorio 5-0. Ancora una volta, tuttavia, si dovette arrendere agli svizzeri di Alinghi nel match per la Coppa. Gli elvetici si imposero per 5-2.
Nonostante la sconfitta neozelandese, i match race della finale di Coppa furono tra i più combattuti delle ultime edizioni.

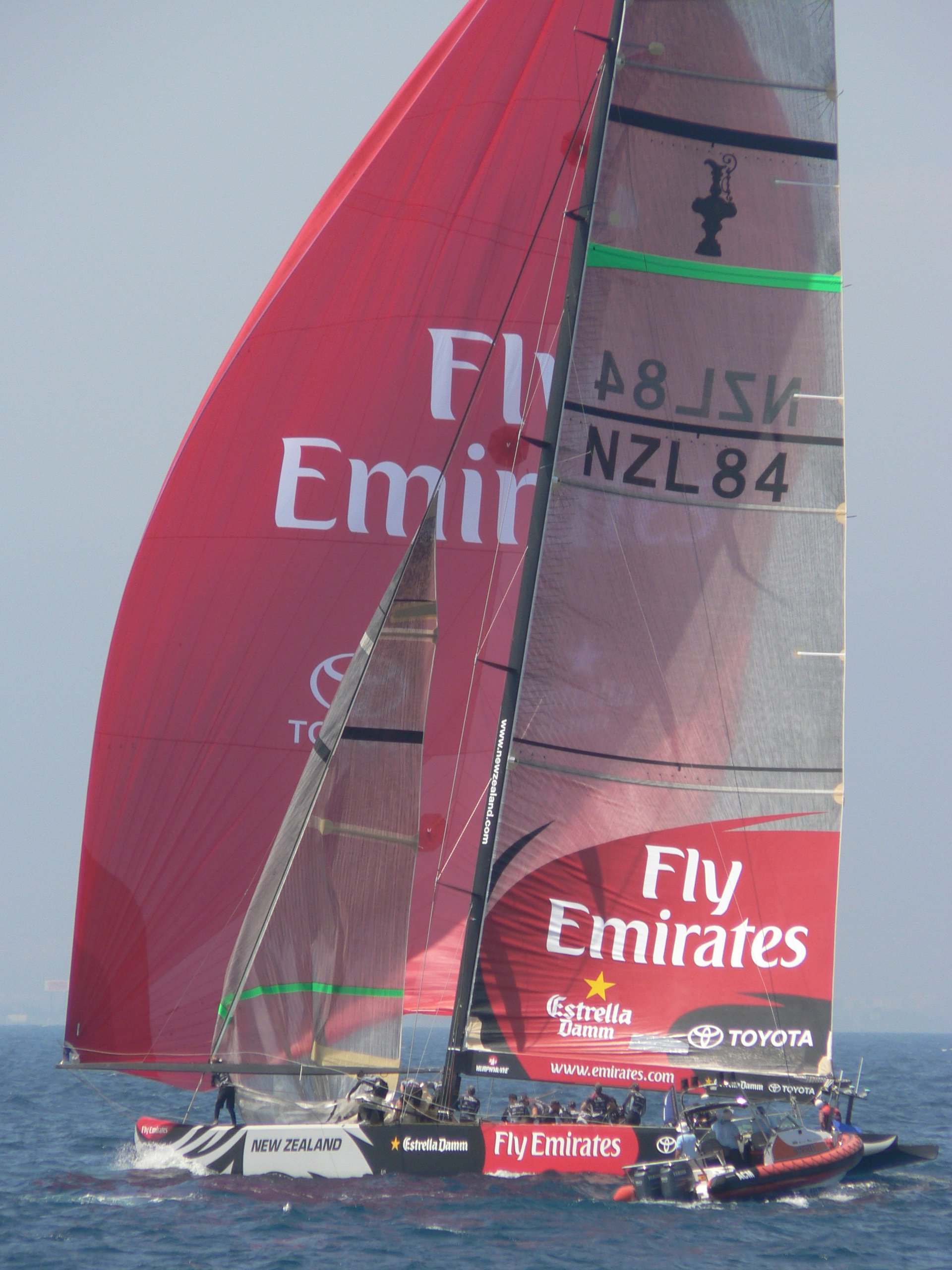
NZL 84 di Team New Zealand all'America's Cup 2007.

### America's Cup 2013
L'edizione del 2010, a causa delle dispute legali tra Alinghi e Oracle, non vide il disputarsi del torneo degli sfidanti.
Nel 2013 i kiwi vinsero la loro terza Louis Vuitton Cup, battendo Luna Rossa per 7-1. In finale di Coppa si dovettero però arrendere al defender Oracle Team USA per 9-8. I neozelandesi si portarono in vantaggio per 8-1, per poi subire quella che è stata definita una delle più grandi rimonte nella storia dello sport. Al timone di Oracle vi era l'australiano James Spithill.

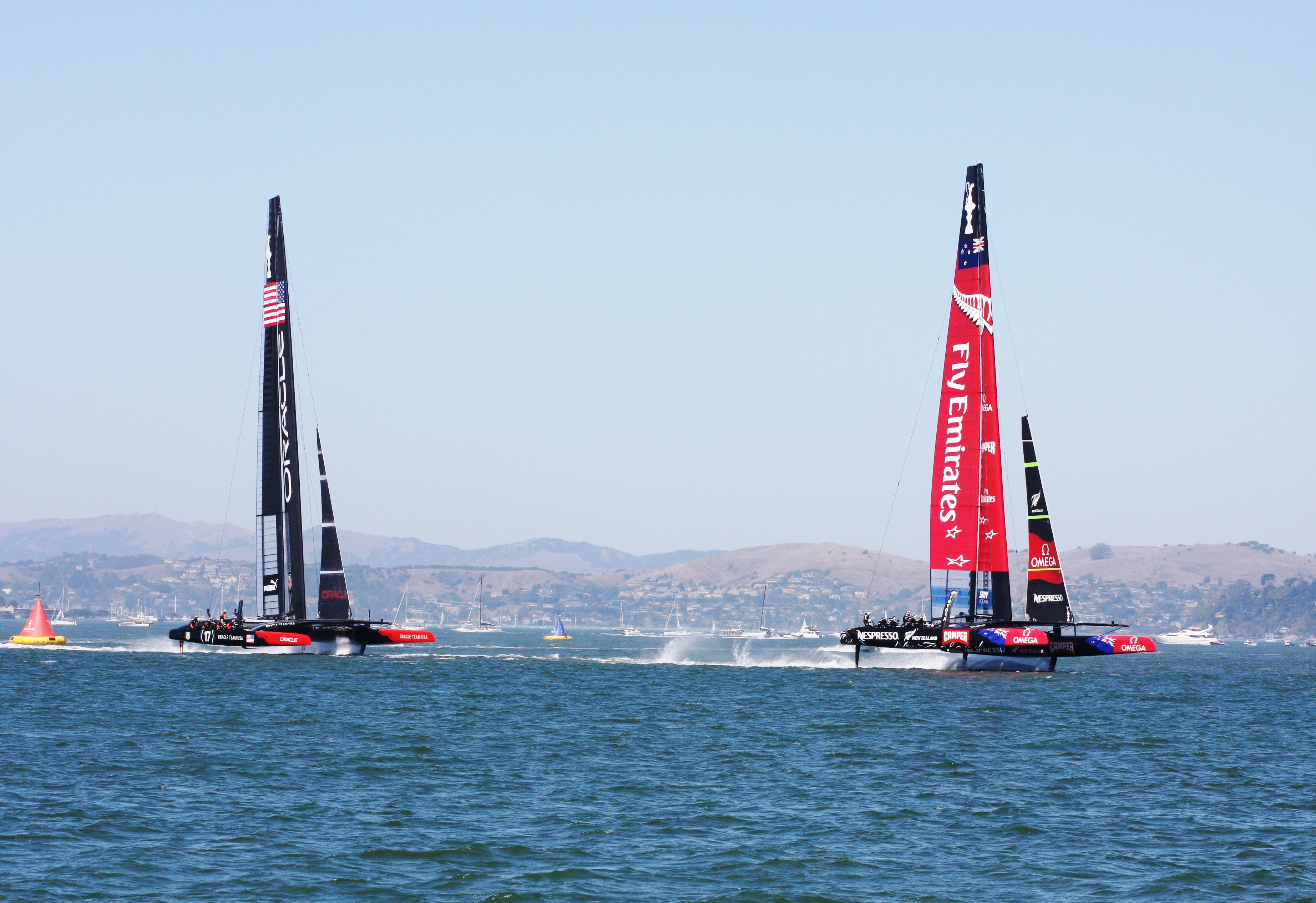
Gli AC72 di Team New Zealand e Oracle durante le finali dell'America's Cup 2013.

### America's Cup 2017
Nell'edizione del 2017, Team New Zealand conquistò il suo quarto torneo degli sfidanti (questa volta denominato Louis Vuitton Challenger Trophy), approdando in finale, di nuovo, contro Oracle. Questa volta si presero la rivincita i neozelandesi che vinsero la loro terza Coppa America (7-1). Al timone dei kiwi si distinse il pluricampione olimpico Peter Burling.
I neozelandesi adottarono un innovativo sistema a pedali per generare energia nel loro AC50: al posto dei tradizionali grinder, si inventarono i cyclors: membri dell'equipaggio (ciclisti) che al posto di azionare un verricello tramite la forza delle braccia, lo facevano pedalando, sfruttando la forza delle gambe. In pozzetto erano quindi installate apposite postazioni simili a cyclettes.

### America's Cup 2021
L'America's Cup 2021 si è disputata nuovamente in Nuova Zelanda. La Prada Cup è stata vinta da Luna Rossa. In finale ha avuto la meglio, ancora una volta, il sindacato neozelandese (7-3) che ha conquistato la sua quarta Coppa. Nel corso delle finali è stata evidente la superiorità tecnologica e ingegneristica dell'AC75 dei kiwi.

### America's Cup 2024
La 37ª edizione della Coppa America si disputò a Barcellona, in Spagna, e vide stavolta in finale Ineos Britannia, vincitore della Louis Vuitton Cup 2024. I kiwi s'imposero in finale con un netto 7-2 sul challenger avversario vincendo così la loro quinta Coppa nella storia.